# Kvidinge distrikt
Kvidinge distrikt är ett distrikt i Åstorps kommun och Skåne län. 
Distriktet ligger öster om Åstorp.

## Tidigare administrativ tillhörighet
Distriktet inrättades 2016 och utgörs av socknen Kvidinge i Åstorps kommun.
Området motsvarar den omfattning Kvidinge församling hade 1999/2000.